# Magical Girl Site
Magical Girl Site (яп. 魔法少女サイト, Mahō Shōjo Saito, Сайт чарівниць) — японська манґа, написана та ілюстрована Кентаро Сато. Вона являється спінофом іншої манги — Magical Girl Apocalypse. У творі йдеться про замучену старшокласницю Айю, яка думає про своє самогубство. Одного разу їй вдається отримати магічні здібності за допомогою дивного сайту. На ньому вона скоро знаходить таких самих чарівниць, що надає їй упевненості. Із ними вона долає декількох ворогів. Сюжет набирає обертів, тому що згодом вона із подругами боротиметься за життя, намагаючись відбивати атаки усіх ворогів. Манґа видавалася на сайті Champion Tap! видавництва Akita Shoten у період із липня 2013 по жовтень 2017, а пізніше у щотижневому журналі Shōnen Champion із жовтня 2017 по серпень 2019. Всього було видано 16 частин манґи у вигляді танкобонів. Аніме адаптацію було випущено у період із квітня по червень 2018 року студією doA.

## Сюжет
Асагірі Айя — старшокласниця, яка має проблеми як у школі через майже смертельні знущання, так і вдома через фізичне насильство з боку її брата Канаме. Одного разу на екрані її комп'ютера з'являється підозрілий сайт, на якому зображена моторошна людина. Здається, ця людина змилосердилася над нею і оголошує, що наділить Айю магічною силою. Пізніше в школі Айя знаходить пістолет, який таємничим чином з'являється в її шафці. Невдовзі хулігани загнали її в кут, і не маючи чого втрачати, Айя стріляє в них із пістолета. Від пострілу хулігани зникають, але, через деякий час вона дізнається, що їх якось убив поїзд неподалік. Айя відчуває себе так, ніби вонадо цього причетна, і збентежена, побачивши, що у неї довше руде волосся, а з очей тече кров. Пізніше вона дізнається, що вона не одна, коли однокласниця розповідає, що вона також чарівиця. Однокласник, відомий як Цуюно Яцумура, стає одним з її нових друзів, пропонуючи їй допомогти втекти від «мисливців за магією», які вбивають таких як вона чарівниць задля їхніх чарівних паличок. Цуюно розповідає Айї про силу, яку вона набула, відвідавши сайт, і про ті фізичні зміни, які вона викликає в її тілі. Однак дві дівчини не знають що означає та річ, що нагадує годинник зворотного відліку на вебсайті, і вони бояться, що це може бути щось справді погане. Після зустрічі з групою інших дівчат-чарівниць, усі з різними силами та здібностями, Цуюно та Айя намагаються дізнатися, що насправді означає зворотний відлік, намагаючись переконатися, що ніхто не знає про їхні сили.

## Медіа

### Манґа
Magical Girl Site (Сайт чарівниць) написав та проілюстрував Кентаро Сато. Аніме-серіал йшов на вебсайті Champion Tap! від Akita Shoten з 4 липня 2013 р. по 5 жовтня 2017 р. Потім серію було передано тижневому видавничому журналу манги сьонен Shōnen Champion, де вона виходила з 26 жовтня 2017 року по 1 серпня 2019 року. Akita Shoten зібрав 139 окремих розділів у шістнадцяти томах танкобону, випущених із 7 березня 2014 року до 8 жовтня 2019 року.

#### Список томів
| №  | Японською        | Японською              | Англійською       | Англійською            |
| №  | Дата виходу      | ISBN                   | Дата виходу       | ISBN                   |
| -- | ---------------- | ---------------------- | ----------------- | ---------------------- |
| 1  | Березень 7, 2014 | ISBN 978-4-253-22401-7 | Лютий 21, 2017    | ISBN 978-1-626924-76-5 |
| 2  | Вересень 8, 2014 | ISBN 978-4-253-22402-4 | Травень 2, 2017   | ISBN 978-1-626924-84-0 |
| 3  | Березень 6, 2015 | ISBN 978-4-253-22403-1 | Серпень 1, 2017   | ISBN 978-1-626925-16-8 |
| 4  | Листопад 6, 2015 | ISBN 978-4-253-22404-8 | Листопад 7, 2017  | ISBN 978-1-626925-80-9 |
| 5  | Квітень 8, 2016  | ISBN 978-4-253-22405-5 | Лютий 13, 2018    | ISBN 978-1-626926-90-5 |
| 6  | Вересень 8, 2016 | ISBN 978-4-253-22406-2 | Травень 15, 2018  | ISBN 978-1-626927-82-7 |
| 7  | Вересень 8, 2017 | ISBN 978-4-253-22407-9 | Вересень 25, 2018 | ISBN 978-1-626928-97-8 |
| 8  | Січень 5, 2018   | ISBN 978-4-253-22408-6 | Березень 5, 2019  | ISBN 978-1-626929-82-1 |
| 9  | Березень 8, 2018 | ISBN 978-4-253-22409-3 | Травень 28, 2019  | ISBN 978-1-642750-82-9 |
| 10 | Травень 8, 2018  | ISBN 978-4-253-22410-9 | Вересень 17, 2019 | ISBN 978-1-642757-00-2 |
| 11 | Серпень 8, 2018  | ISBN 978-4-253-22411-6 | Січень 21, 2020   | ISBN 978-1-645051-87-9 |
| 12 | Листопад 8, 2018 | ISBN 978-4-253-22412-3 | June 2, 2020      | ISBN 978-1-645054-82-5 |
| 13 | Лютий 8, 2019    | ISBN 978-4-253-22413-0 | Листопад 24, 2020 | ISBN 978-1-645057-39-0 |
| 14 | Травень 8, 2019  | ISBN 978-4-253-22414-7 | Квітень6, 2021    | ISBN 978-1-645058-31-1 |
| 15 | Серпень 8, 2019  | ISBN 978-4-253-22415-4 | June 29, 2021     | ISBN 978-1-645059-94-3 |
| 16 | Жовтень 8, 2019  | ISBN 978-4-253-22416-1 | Листопад 23, 2021 | ISBN 978-1-648272-33-2 |

### Аніме адаптація
8 вересня 2017 року в сьомому томі манґи було анонсовано телевізійну адаптацію. Прем'єра серіалу відбулася на MBS, TBS і BS-TBS 7 квітня 2018 року , режисером якого є Тадахіто Мацубаясі в doA prod., а сценарій написав Такайо Ікамі. Серіал транслюється на Amazon Prime Video по всьому світу. Кейдзі Інаї написав музику. Група idol i☆Ris виконала пісню опенінгу «Changing point», а Харука Ямазакі виконала завершальну пісню «Zenzen Tomodachi» (яп. ゼンゼントモダチ). Компанія Sentai Filmworks отримала ліцензію на аніме та випустить його як у цифровому форматі.